# Radziechowy

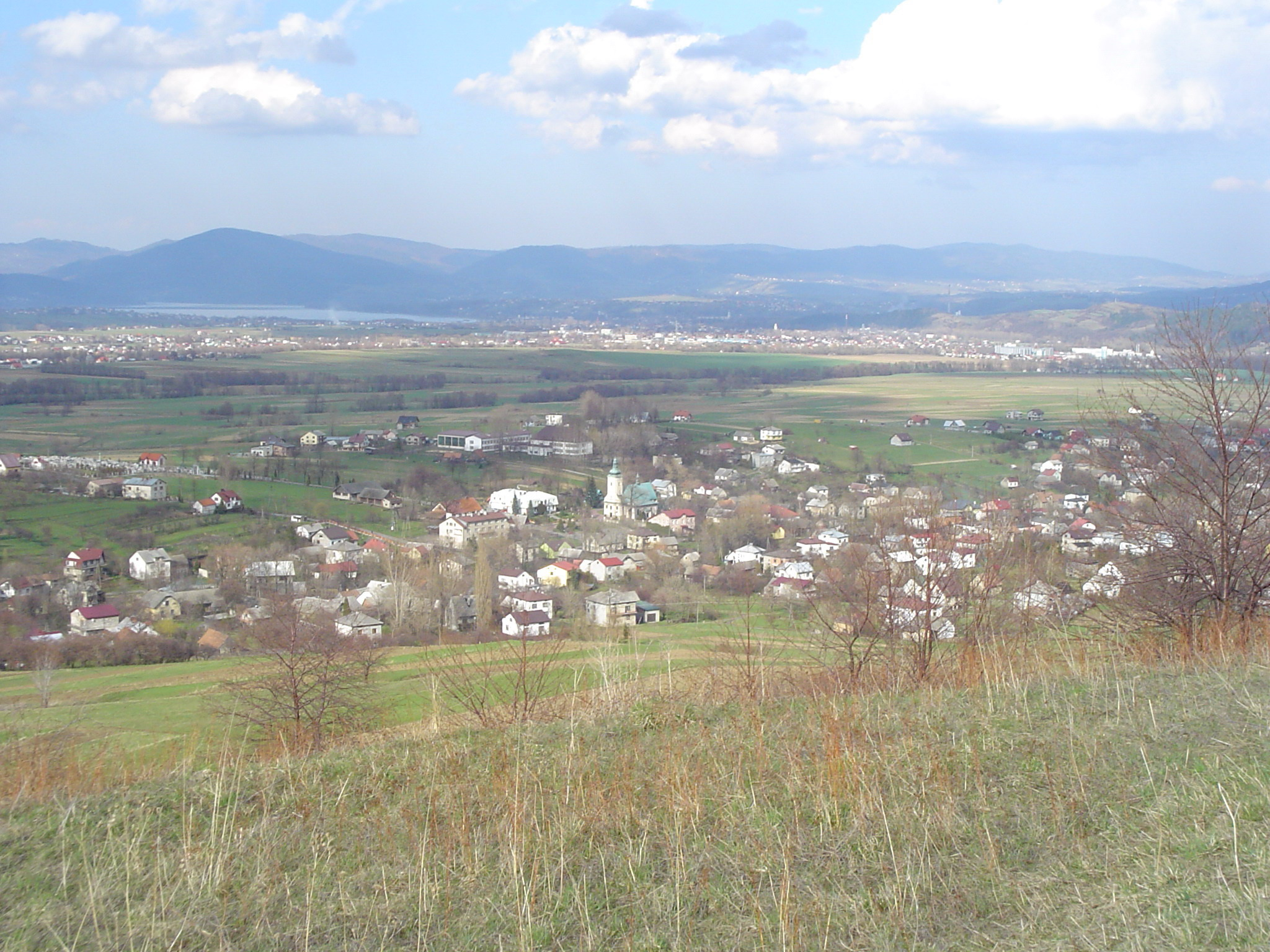
Radziechowy

Radziechowy es un pueblo de Polonia ubicado en el distrito administrativo de Gmina Radziechowy-Wieprz, en el Condado de Żywiec, Voivodato de Silesia. Se encuentra a aproximadamente 8 kilómetros al sudoeste de Żywiec y a 68 km al sur de la capital regional, Katowice.
Radziechowy tiene cerca de 5.000 habitantes.

## Lugares de interés
- Iglesia de San. Martin (que data del siglo XVI).
- Estaciones de la Cruz en el cerro Matyska.